# Christine Becker
Christine Becker (* 2. März 1981 in Aachen) ist eine deutsche Windsurferin. Sie wurde in dieser Sportart deutsche Meisterin und Juniorenweltmeisterin.
Christine Becker besuchte nach ihrem Abitur 1999 am Heilig-Geist-Gymnasium in Würselen die RWTH Aachen. Dort studierte sie Maschinenbau. Neben ihrem Abitur errang sie an der Maui Ocean Academy ein Highschooldiplom.
1990 stand sie erstmals auf einem Surfbrett. Seit 1993 nahm sie mit Erfolg an internationalen Wettkämpfen teil.

## Erfolge
- 1993 2. Platz - North-One-Hour Classic
- 1994 2. Platz - Formel 25 - Gesamtwertung / Siegerin der Super-Acht in den Niederlanden
- 1995 Siegerin der NOHC in Harderwijk (8. der Gesamtrangliste; 1. Platz Damen - Formel 25 Gesamtrangliste)
- 1996 1. Platz Europafinale Super Achit in Brouwersdam (NL)
- 1997 1. Platz Europafinale Super Acht am Gardasee (Italien); Siegerin der Gesamtrangliste der Formel 25
- 1998 1. Platz Damen North-Sea-Cup Brouwersdam; 3. Platz IFCA Serienboardweltmeisterschaft Tarifa; 1. Platz Damen Deutscher Windsurf Cup (DWC) in Neuhaus; 2. Platz Damen DWC Zingst; 1. Platz Europafinale Super-Acht in Rosas (Spanien)
- 1999 2. Platz Damen DWC Kiel; 2. Platz Damen DWC Norderney; 1. Platz Damen Deutsche Meisterschaft auf Sylt; 1. Platz Damen Dunraces IFCA Serienboardweltmeisterschaft Leba (Polen); 1. Platz Damen DWC Weidefeld; 1. Platz Damen DWC auf Föhr; 1. Platz Damen Formula-Windsurfing-Espoir-Weltmeisterschaft Martigues (Frankreich); 1. Platz DWC Kühlungsborn; 4. Platz overall World-Cup Sylt; 1. Platz DWC Damen Gesamtrangliste 1999
- 2000 1. Platz Juniorenweltmeisterschaft der Formula-Surferinnen in Murcia (Spanien)